# Paris-Bourges 2002
Paris-Bourges 2002 est la 52e édition de la course cycliste française Paris-Bourges se déroulant le 3 octobre 2002 entre Gien (Loiret) et Bourges (Cher), sur une distance de 206 kilomètres.
La course est remportée par le Danois Allan Johansen évoluant dans l'équipe danoise EDS-Fakta.
L'épreuve constitue la dernière des quinze courses de la onzième édition de la coupe de France de cyclisme sur route.

## Présentation

### Équipes
17 équipes sont au  départ de la course :
| Groupes sportifs I (12)- CSC-Tiscali - Bonjour - BigMat-Auber 93 - Cofidis, le Crédit par Téléphone - Jean Delatour - Phonak Hearing Systems - Euskaltel-Euskadi - Team Coast - Mapei-Quick Step - AG2R Prévoyance - Crédit agricole - Fdjeux.com Groupes sportifs II (4)- EDS-Fakta - Saint-Quentin-Oktos - Vlaanderen-T-Interim - Palmans-Collstrop Unknown team category- Crédit Agricole espoirs |
| |

## Classement final
| \| Classement général \| Classement général \| Classement général \| Classement général \| Classement général \| \| Coureur \| Coureur \| Pays \| Équipe \| Temps \| \| ------------------ \| ------------------ \| ------------------ \| ------------------------------- \| ------------------ \| \| 1er \| Allan Johansen \| Danemark \| EDS-Fakta \| 4 h 44 min 34 s \| \| 2e \| Geert Van Bondt \| Belgique \| CSC-Tiscali \| + 0 s \| \| 3e \| Charles Guilbert \| France \| \| + 0 s \| \| 4e \| Cyril Saugrain \| France \| BigMat-Auber 93 \| + 0 s \| \| 5e \| Jeremy Hunt \| Royaume-Uni \| BigMat-Auber 93 \| + 6 s \| \| 6e \| Cédric Vasseur \| France \| Cofidis-Le Crédit par Téléphone \| + 8 s \| \| 7e \| Laurent Brochard \| France \| Jean Delatour \| + 8 s \| \| 8e \| Aliaksandr Usau \| Biélorussie \| Phonak Hearing Systems \| + 8 s \| \| 9e \| Anthony Geslin \| France \| Bonjour \| + 15 s \| \| 10e \| Josu Silloniz \| Espagne \| Euskaltel-Euskadi \| + 15 s \| |                  |             |                                 |                 |
| |                  |             |                                 |                 |
| |                  |             |                                 |                 |
| Classement général |                  |             |                                 |                 |
| Coureur | Coureur          | Pays        | Équipe                          | Temps           |
| 1er | Allan Johansen   | Danemark    | EDS-Fakta                       | 4 h 44 min 34 s |
| 2e | Geert Van Bondt  | Belgique    | CSC-Tiscali                     | + 0 s           |
| 3e | Charles Guilbert | France      |                                 | + 0 s           |
| 4e | Cyril Saugrain   | France      | BigMat-Auber 93                 | + 0 s           |
| 5e | Jeremy Hunt      | Royaume-Uni | BigMat-Auber 93                 | + 6 s           |
| 6e | Cédric Vasseur   | France      | Cofidis-Le Crédit par Téléphone | + 8 s           |
| 7e | Laurent Brochard | France      | Jean Delatour                   | + 8 s           |
| 8e | Aliaksandr Usau  | Biélorussie | Phonak Hearing Systems          | + 8 s           |
| 9e | Anthony Geslin   | France      | Bonjour                         | + 15 s          |
| 10e | Josu Silloniz    | Espagne     | Euskaltel-Euskadi               | + 15 s          |